# Circunscrições eclesiásticas católicas de Bangladesh
As circunscrições eclesiásticas católicas de Bangladesh consistem em uma província eclesiástica, encabeçada pela Arquidiocese de Daca e 5 dioceses sufragâneas. 

## Conferência Episcopal de Bangladesh

### Província eclesiástica de Chatigão
- Arquidiocese de Chatigão
  - Diocese de Barishal
  - Diocese de Khulna

### Província eclesiástica de Daca
- Arquidiocese de Daca
  - Diocese de Dinajpur
  - Diocese de Mymensingh
  - Diocese de Rajshahi
  - Diocese de Sylhet